# Pierangelo Bincoletto
Pierangelo Bincoletto (Oderzo, Vèneto, 14 de març de 1959) va ser un ciclista italìà. Fou professional entre 1981 i 1996. Va destacar sobretot en el ciclisme en pista, on guanyà dues medalles als Campionats del Món de Ciclisme en pista, un Campionat d'Europa de madison i nombroses curses de sis dies.

## Palmarès en ruta
- 1978
  - 1r al Piccolo Giro de Llombardia
  - 1r a La Popolarissima
- 1979
  - 1r a la Milà-Busseto
- 1984
  - Vencedor d'una etapa al Giro del Trentino

### Resultats al Giro d'Itàlia
- 1983. 104è de la classificació general
- 1985. Abandona (16a etapa)
- 1986. 75è de la classificació general
- 1988. 101è de la classificació general

### Resultats al Tour de França
- 1986. 128è de la classificació general

## Palmarès en pista
- 1979
  -  Campió d'Itàlia amateur de persecució per equips
  -  Campió d'Itàlia amateur de puntuació
- 1982
  -  Campió d'Itàlia de puntuació
- 1987
  - 1r als Sis dies de Rotterdam (amb Danny Clark)
- 1989
  - 1r als Sis dies de Zuric (amb Adriano Baffi)
  - 1r als Sis dies de Bordeus (amb Laurent Biondi)
- 1990
  - Campió d'Europa de Madison (amb Jens Veggerby)
  - 1r als Sis dies de Zuric (amb Adriano Baffi)
- 1992
  - 1r als Sis dies de Stuttgart (amb Danny Clark)
  - 1r als Sis dies de Grenoble (amb Gilbert Duclos-Lassalle)
- 1993
  - 1r als Sis dies de Grenoble (amb Gilbert Duclos-Lassalle)
- 1996
  - 1r als Sis dies de Bolonya (amb Adriano Baffi)